# James Mirrlees
James Alexander Mirrlees (Minnigaff, 5 de julho de 1936 – 29 de agosto de 2018) foi um economista britânico.
Foi agraciado com o Prémio de Ciências Económicas em Memória de Alfred Nobel de 1996.

## Economia
Entre 1968 e 1976, Mirrlees foi professor visitante no Instituto de Tecnologia de Massachusetts três vezes. Ele também foi professor visitante na Universidade da California, Berkeley (1986) e na Yale University (1989). Ele lecionou na Oxford University (como Edgeworth Professor of Economics 1968–1995) e na Universidade de Cambridge (1963–1968 e 1995–2018).
Durante seu tempo em Oxford, ele publicou artigos sobre modelos econômicos pelos quais eventualmente receberia o Prêmio Nobel. Os trabalhos centraram-se em informações assimétricas , que determinam até que ponto devem afetar a taxa ótima de poupança em uma economia. Entre outros resultados, ele demonstrou os princípios de "risco moral" e "tributação de renda ótima" discutidos nos livros de William Vickrey. A metodologia desde então se tornou o padrão no campo.
Mirrlees e Vickrey compartilharam o Prêmio Nobel Memorial de Ciências Econômicas de 1996 "por suas contribuições fundamentais para a teoria econômica dos incentivos sob informação assimétrica".
Mirrlees também foi co-criador, com o professor Peter A. Diamond do MIT, do teorema da eficiência Diamond-Mirrlees, que foi desenvolvido em 1971.
Mirrlees foi professor emérito de Economia Política na Universidade de Cambridge e membro do Trinity College, Cambridge . Ele passou vários meses por ano na Universidade de Melbourne, Austrália. Ele foi o Distinto Professor-Geral da Universidade Chinesa de Hong Kong, bem como da Universidade de Macau.
Em 2009, foi nomeado Mestre Fundador do Morningside College da Universidade Chinesa de Hong Kong.
Mirrlees foi membro da Scotland do Conselho de Assessores Econômicos. Ele também liderou a Mirrlees Review, uma revisão do sistema tributário do Reino Unido pelo Institute for Fiscal Studies.
Seu Ph.D. os alunos incluíam acadêmicos eminentes e formuladores de políticas como o professor Franklin Allen , Sir Partha Dasgupta, professor Huw Dixon, professor Hyun-Song Shin, Lord Nicholas Stern, o professor Anthony Venables, Sir John Vickers e o professor Zhang Weiying. Ele morreu em Cambridge, Inglaterra, em 29 de agosto de 2018.

## Publicações
- "A New Model of Economic Growth"(with N. Kaldor), RES, 1962
- "Optimum Growth When Technology is Changing", RES, 1967
- "The Dynamic Nonsubstitution Theorem", RES, 1969
- "The Evaluation of National Income in an Imperfect Economy", Pakistan Development Review, 1969
- Manual of Industrial Project Analysis in Developing Countries, Vol II: Social Cost Benefit Analysis (with I.M.D. Little), 1969
- "An Exploration in the Theory of Optimum Income Taxation", RES, 1971
- "Optimal Taxation and Public Production I: Production Efficiency" (with P.A. Diamond), AER, 1971
- "Optimal Taxation and Public Production II: Tax Rules"(with P.A. Diamond),AER, 1971
- "The Terms of Trade: Pearson on Trade, Debt, and Liquidity", in The Widening Gap (ed. Barbara Ward), 1971)
- "On Producer Taxation", RES, 1972
- "Further Reflections on Project Analysis" (with I.M.D. Little), Development and Planning. Essays for Paul Rosenstein-Rodan (eds. Bhagwati and Eckaus, 1972
- "Fairly Good Plans" (with N.H. Stern), Journal of Economic Theory, 1972
- "Aggregate Production with Consumption Externalities" (with P.A. Diamond), QJE, 1973
- "The Optimum Town", Swedish Journal of Economics, 1972
- "Population Policy and the Taxation of Family Size", Journal of Public Economics, 1972 *"Agreeable Plans" (with P.J. Hammond) and "Models of Economic Growth" (introduction), in Models of Economic Growth (ed. Mirrlees and Stern), 1973
- Project Appraisal and Planning for Developing Countries (with I.M.D. Little), 1974
- "Optimal Accumulation under Uncertainty: the Case of Stationary Returns to Investment", in Allocation under Uncertainty (ed. J. Dreze), 1974
- "Notes on Welfare Economics, Information and Uncertainty", in Essays in Equilibrium Behavior under Uncertainty (eds. M. Balch, D. McFadden, and S. Wu), 1974
- "Optimal Taxation in a Two-Class Economy", Journal of Public Economics, 1975
- "Optimum Saving with Economies of Scale" (with A.K. Dixit and N.H. Stern), RES, 1975
- "A Pure Theory of Underdeveloped Economies, using a Relationship between Consumption and Productivity", in Agriculture in Development Theory (ed. L. Reynolds), 1975
- "The Desirability of Natural Resource Depletion" (with J.A. Kay), in The Economics of Natural Resource Depletion (ed. D.W. Pearce), 1975
- "The Optimal Structure of Incentives and Authority within an Organization", Bell Journal of Economics and Management Science, 1976
- "On the Assignment of Liability: the Uniform Case" (with P.A. Diamond), Bell Journal of Economics, 1975
- "Private Constant Returns and Public Shadow Prices"(with P.A. Diamond), RES, 1976
- "Optimal Tax Theory: A Synthesis", Journal of Public Economics, December 1976
- "Implications for Tax Rates", in Taxation and Incentives, 1976
- "Arguments for Public Expenditure" in Contemporary Economic Analysis (eds. Artis and Nobay), 1979
- "Social Benefit-Cost Analysis and the Distribution of Income", World Development, 1978
- "A Model of Optimal Social Insurance with Variable Retirement" (with P.A. Diamond), Journal of Public Economics, 1978
- "Optimal Taxation in a Stochastic Economy: A Cobb-Douglas Example" (with P.A. Diamond and J. Helms), Journal of Public Economics, 1980
- "Optimal Foreign-income taxation", Journal of Public Economics, 1982
- "The economic uses of utilitarianism", in Sen, Amartya; Williams, Bernard, eds. (1982). Utilitarianism and beyond. Cambridge: Cambridge University Press. pp. 63–84. ISBN 9780511611964
- "The Theory of Optimum Taxation", Handbook of Mathematical Economics (eds. Arrow and Intriligator), Vol.III, 1985
- "Insurance Aspects of Pensions" (with P.A. Diamond), in Pensions, Labor and Individual Choice (ed. David A. Wise), 1985
- "Payroll-tax financed social insurance with variable retirement" (with P. A. Diamond), Scandinavian Journal of Economics, 1986
- "Taxing Uncertain Incomes", Oxford Economic Papers, 1990
- "Project Appraisal and Planning Twenty Years On" (with I.M.D. Little), in Proceedings of the World Bank Annual Conference on Development Economics 1990 (eds. Stanley Fischer, Dennis de Tray and Shekhar Shah), 1991
- "Optimal Taxation of Identical Consumers when markets are incomplete" (with P.A. Diamond), in Economic Analysis of Markets and Games (ed. Dasgupta, Gale, Hart and Maskin), 1992
- "Optimal Taxation and Government Finance" in Modern Public Finance (eds. Quigley and Smolensky), 1994
- "Welfare Economics and Economies of Scale", Japanese Economic Review, 1995
- "Private Risk and Public Action: The Economies of the Welfare State", European Economic Review, 1995
- ""Tax by Design: the Mirrlees Review", J. Mirrlees, S. Adam, T. Besley, R. Blundell, S. Bond, R. Chote, M. Gammie, P. Johnson, G. Myles and J. Poterba, ISBN 978-0-19-955374-7, Oxford University Press: September 2011.